# Guzmania alliodora
Guzmania alliodora är en gräsväxtart som beskrevs av Elvira Angela Gross. Guzmania alliodora ingår i släktet Guzmania och familjen Bromeliaceae. Inga underarter finns listade i Catalogue of Life.

## Bildgalleri

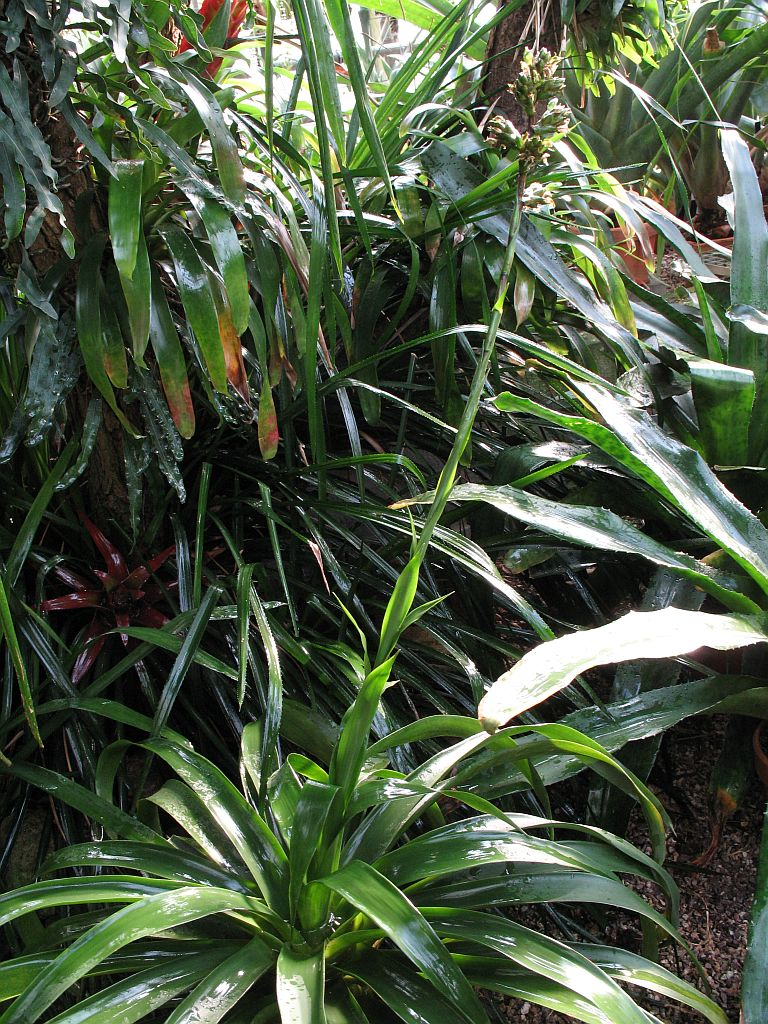
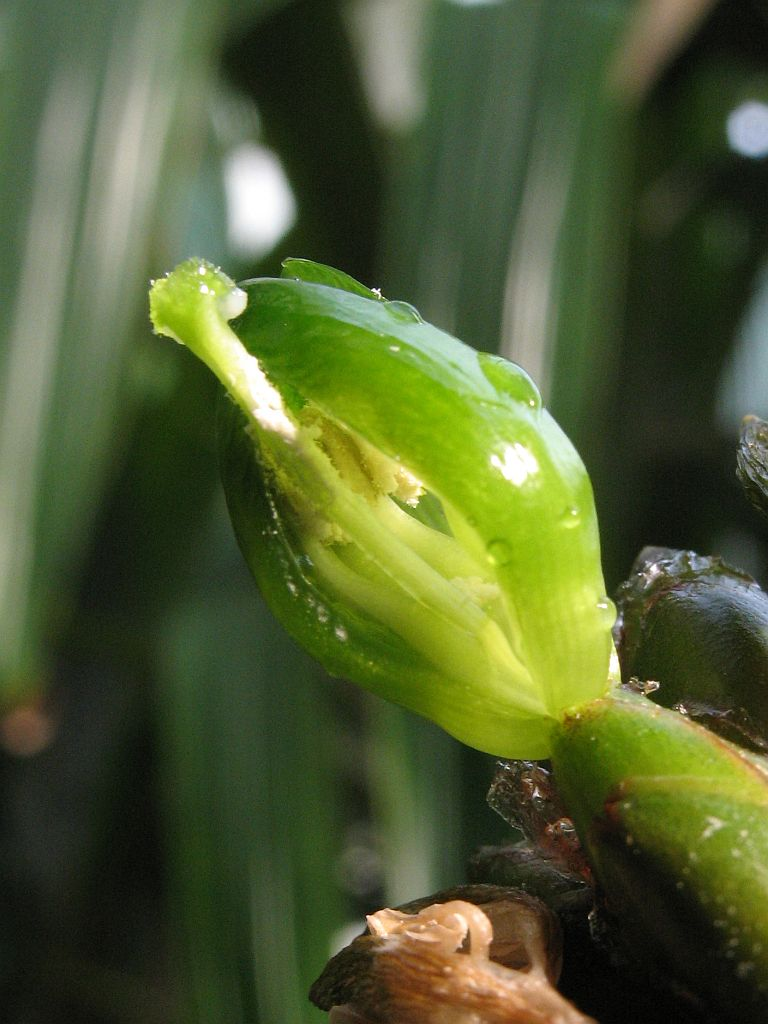
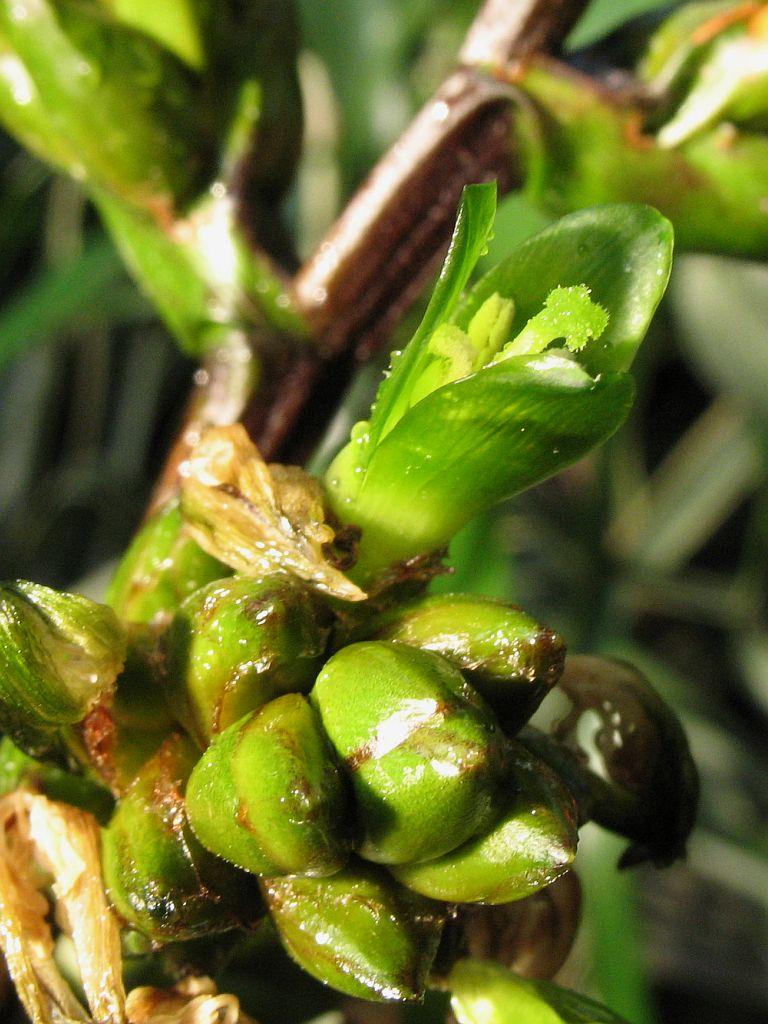
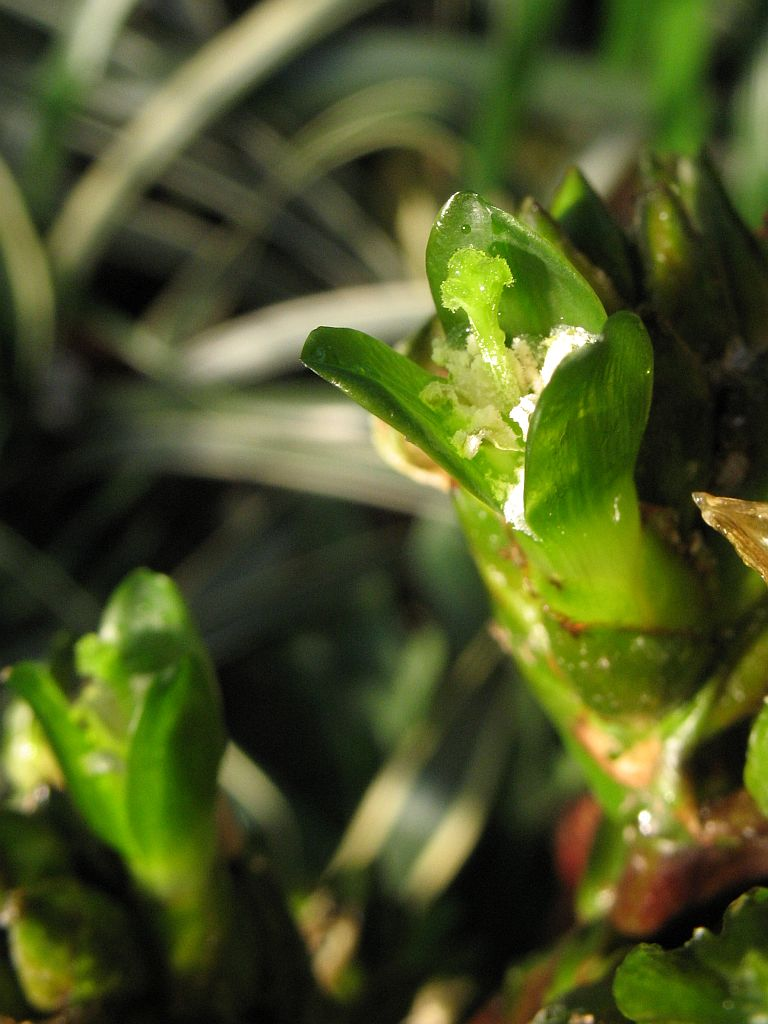